# Indriachtigen
De indriachtigen (Indriidae, soms Indridae) behoren tot een familie van lemuren. Tot deze familie behoort de grootste nog levende halfaap, de indri (Indri indri), evenals de wolmaki's (Avahi) en de sifaka's (Propithecus). Indriachtigen komen enkel voor op het eiland Madagaskar. De wetenschappelijke naam van de familie werd in 1828 gepubliceerd door Gilbert Thomas Burnett. Er zijn 19 bekende soorten in drie geslachten.

## Kenmerken
Indriachtigen hebben een naakt, zwart gezicht en een lange, kale snuit, die korter is dan bij de maki's. Vrouwtjes zijn meestal groter dan mannetjes. Indriachtigen hebben sterke achterpoten, waarmee ze van tak naar tak kunnen springen. Ook op de grond bewegen ze zich springend of huppelend voort, waarbij de voorpoten uitgestrekt worden gehouden. De achterpoten zijn langer dan de voorpoten. De handen zijn langer en smaller dan die van de maki's, met een korte duim die recht tegenover de overige vingers staat voor een goede grip. Ook de voeten zijn lang en smal, en zijn groter dan de handen. De eerste teen is groter dan de overige tenen, die aan elkaar verbonden zijn als een zwemvlies. Ook deze grote tenen staan recht tegenover de overige tenen voor een goede grip.

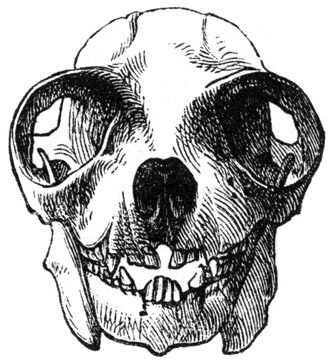
Schedel van een diadeemsifaka

De ogen zijn groot en ietwat naar voren gericht. Net als alle lemuren hebben indriachtigen een tandenkam, die ze gebruiken om hun vacht te verzorgen en vruchtvlees van een pit te schrapen. In tegenstelling tot de meeste lemuren heeft de tandenkam van de indriachtigen vier tanden in plaats van zes. Deze tanden zijn ook forser, zodat ze minder snel slijten. Veel indriachtigen gebruiken hun tandenkam namelijk ook om boombast te schrapen voordat ze hun geursporen hierop afgeven.

## Leefwijze
Indriachtigen zijn boombewonende halfapen. Ze klimmen altijd in een verticale positie, waarbij ze de ene hand voor de andere hand plaatsen. Boomafwaarts gaan ze in dezelfde positie, met de staart naar beneden. Ze houden zich voornamelijk hoog in de bomen op, en komen zelden naar de grond, zelfs niet om te drinken. Het zijn vegetariërs, die voornamelijk bladeren eten, maar ook knoppen, vruchten, noten, bast en bloemen.
Indriachtigen leven in kleine groepjes. De indri verdedigt zijn woongebied met luidruchtige roepen, vergelijkbaar met gibbons.

## Voortplanting
Vrouwtjes krijgen slechts één jong per keer, die eerst op de buik worden gedragen, en later op de rug.

## Bedreiging
De meeste indriachtigen worden als bedreigd beschouwd. De grootste bedreiging vormt de vernietiging van bossen voor hout en landbouwgrond.

## Verspreiding
Ze komen enkel voor in de droge bossen en regenwouden van Madagaskar.

## Taxonomie
Voorheen werden er slechts vier soorten onderscheiden en meerdere ondersoorten. Tegenwoordig worden veel van deze ondersoorten als aparte soorten beschouwd. Ook zijn er zes nieuwe soorten wolmaki's beschreven.
Deze familie bestaat uit drie geslachten.
- Familie: Indriidae (Indriachtigen) (17 soorten)
  - Geslacht: Avahi (Wolmaki's) (9 soorten)
    - Soort: Avahi betsileo
    - Soort: Avahi cleesei
    - Soort: Avahi laniger (Oostelijke wolmaki)
    - Soort: Avahi meridionalis
    - Soort: Avahi mooreorum
    - Soort: Avahi occidentalis (Westelijke wolmaki)
    - Soort: Avahi peyrierasi
    - Soort: Avahi ramanantsoavani
    - Soort: Avahi unicolor

  - Geslacht: Indri (Indri's) (1 soort)
    - Soort: Indri indri (Indri)

  - Geslacht: Propithecus (Sifaka's) (9 soorten)
    - Soort: Propithecus candidus (Zijdesifaka)
    - Soort: Propithecus coquereli (Coquerels kroonsifaka)
    - Soort: Propithecus diadema (Diadeemsifaka)
    - Soort: Propithecus edwardsi (Milne-Edwards' sifaka)
    - Soort: Propithecus perrieri (Perriers sifaka)
    - Soort: Propithecus tattersalli (Goudkroonsifaka)
    - Soort: Propithecus verreauxi (Verreauxsifaka)
    - Soort: Propithecus deckenii (Von der Deckens sifaka)
    - Soort: Propithecus coronatus (Kroonsifaka)

Tot de familie worden soms ook de familie's Palaeopropithecidae en de Archaeolemuridae gerekend, twee families van lemuren die uitstierven na de komst van de mens. De meeste soorten waren groter dan de hedendaagse halfapen. Een soort, Archaeoindris fontoynonti, werd net zo groot als een volwassen gorilla.